# A, B a C proti Irsku

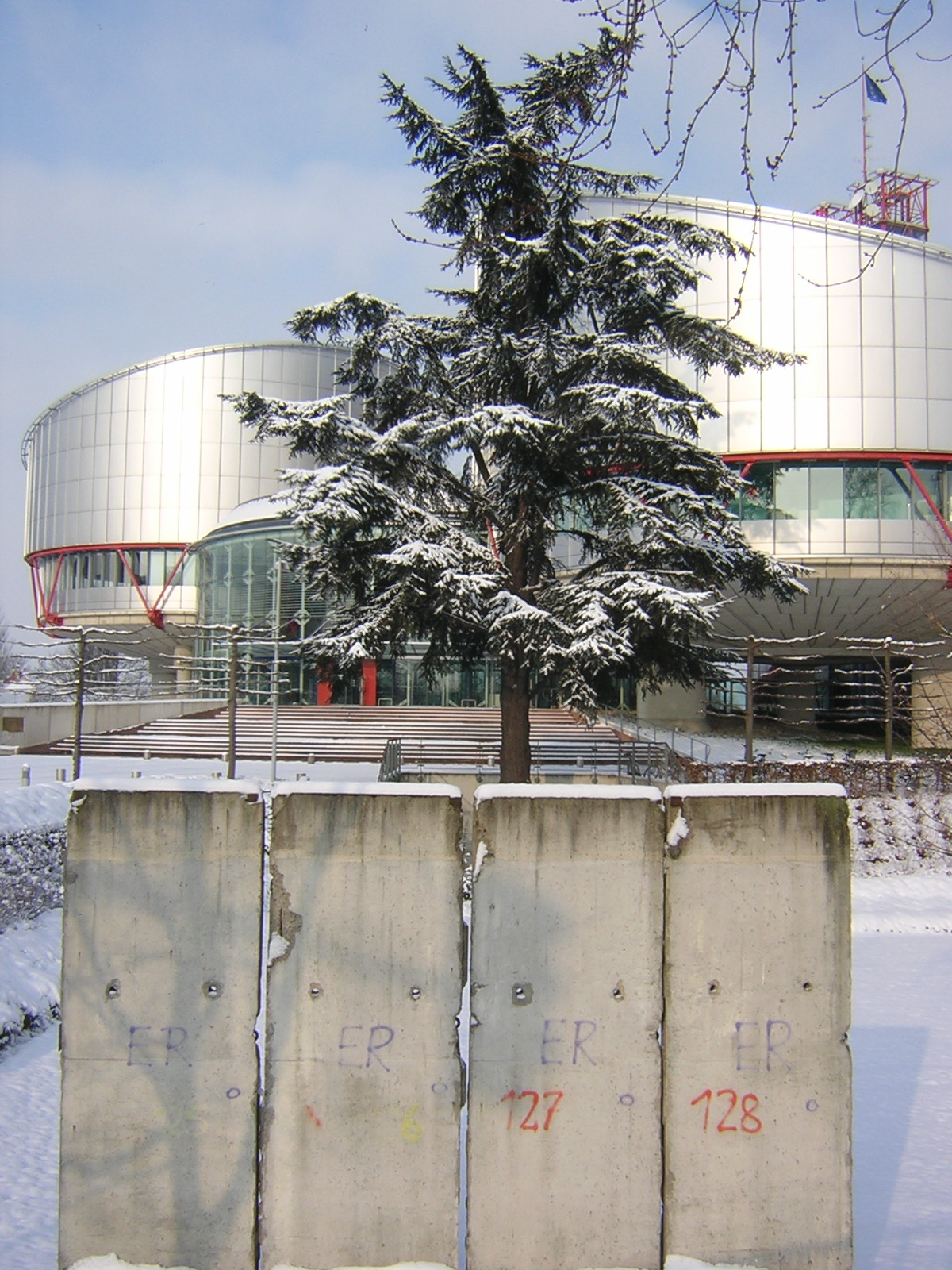
Budova Evropského soudu pro lidská práva ve Štrasburku

A, B a C proti Irsku (25579/05) je případ Evropského soudu pro lidská práva z roku 2010.

## Okolnosti případu
Stížnost k Evropskému soudu pro lidská práva podaly tři ženy, které se z důvodu ochrany soukromí označily jako A, B a C. Tyto ženy tvrdily, že přísná zákonná omezení potratů v Irsku porušovala jejich práva zaručená Evropskou úmluvou základních práv a svobod. 
Tři ženy (označené jako A, B a C) argumentovaly, že přísná omezení týkající se potratů v Irsku porušují jejich práva zaručená Evropskou úmluvou o lidských právech. Každá z žen měla různé důvody pro svůj nárok: Stěžovatelka A uvedla, že z důvodu nechtěného těhotenství ve velmi tíživé životní situaci musela podstoupit potrat ve Velké Británii, která nemá tak přísné protipotratové zákony jako Irsko. Žalobkyně B musela rizikové těhotenství také podstoupit ve Velké Británii. Žalobkyně C podstupovala chemoterapii a poté co otěhotněla jí lékaři bylo doporučeno, ať ze zdravotních důvodů podstoupí potrat. Přestože na to měla právo, z důvodu složité irské legislativy ho raději podstoupila ve Francii. Všechny tři stěžovatelky uvedly, že bylo porušeno jejich právo na jejich soukromý život (čl. 8 Evropské úmluvy o lidských právech), poukázaly i na porušení článků 2, 3, 13 a 14.

## Rozsudek a dopady
Evropský soud pro lidská práva zamítl stížnost stěžovatelek A a B, vyhověl ale stížnosti stěžovatelky C, protože irské zákony neposkytly jasnou a účinnou cestu k přístupu k legálnímu potratu v případě ohrožení života. Soud zdůraznil, že Irsko má právo regulovat zákony ohledně práva na život nenarozených dětí, a to podle svého ústavního rámce.
V reakci na tento rozsudek byly roku 2013 v Irsku upraveny zákony ohledně přístupu k legálnímu potratu. V roce 2018 pak byly potraty v Irsku zlegalizovány obecně.
Rozsudek zdůraznil, že protipotratové zákony nenarušují Evropskou úmluvu o lidských právech.